# National Gallery of Modern Art (Nigeria)
La NGMA (National Gallery of Modern Art) è una galleria d'arte tra le maggiori di Lagos (Nigeria).
In essa viene esposta la collezione permanente della NGA (National Gallery of Art), centro parastatale del Federal Ministry of Tourism, Culture and National Orientation.
La galleria si trova all'interno del National Arts Theatre.
La NGMA è divisa in otto sezioni: Portrait Gallery, Work of the Master and other Nigerian Artists, Sculptures, Ceramics, Foreign Art, Modern Nigerian Art Movements and styles, Nigerian textiles.

## Sede
La National Gallery of Modern Art si trova due piano sotto la sala grande del National Theater, ed è accessibile dalla Entrata B. Al piano superiore si trova la sezione dedicata all'arte contemporanea che include anche le coloratissime tele astratte di Bruce Obomeyoma Onobrakpeya, e i busti in bronzo di Ben Osawe. Ci sono anche una libreria e una biblioteca.

## Esposizioni
La Sezione Portrait Gallery, dedicata alla ritrattistica, include dipinti di una certa rilevanza sia moderni che più antichi, inclusa una sezione dedicata ai Capi di Stato. Sono presenti ritratti di artisti come Aina Onabolu, Hubert Ogunde, Chinua Achebe, Wole Soyinka e Ben Enwonwu.
La sezione relativa ai grandi capolavori dell'arte nigeriana (Work of Master and other Nigerian Artists) include lavori di Akinola Lasekan, Erhabor Emokpae, Solomon Wangboje, Bruce Onobrakpeya, Haig DAvid West e Gani Odutokun.
La sezione relativa alla moderna scultura (Sculptures) presenta anche lavori recenti, dimostrando una certa continuità con le forme del passato come la NOK culture, ma ora meno rituale e mistica nei soggetti rappresentati.
Altre sezioni sono dedicate alle ceramiche (Ceramics), a lavori delle nazioni amiche (Foreign Art), per un confronto tra media e stili, alla pittura su vetro e tessuti (Nigerian textile).